# Ушаково (Верхнекамский район)
Ушако́во — деревня в Верхнекамском районе Кировской области России. Входит в состав Лойнского сельского поселения. Код ОКАТО — 33207828011.

## География
Деревня находится на северо-востоке Кировской области, в северной части Верхнекамского района. Расстояние до районного центра (города Кирс) — 65 км.

## Население
По данным Всероссийской переписи, в 2010 году численность населения деревни составляла 4 человек (2 мужчины и 2 женщины).